# مسجد بني خدارة
مسجد بني خدارة أو (مسجد ثنية الوداع): ينسب لبني خدارة إخوة بني خدرة من الخزرج. أن النبي صلى الله عليه وسلم صلى النبي ﷺ في مسجد بني خدارة.

## موقعه
الذي عند أجم سعد بن عبادة وحلق رأسه فيه، كان عند ثنية الوداع الشمالية.